# Болтины
Болтины — древний дворянский род татарского происхождения.
При подаче документов (1686) для занесения рода в Бархатную книгу была предоставлена родословная роспись Болтиных.

## Происхождение и история рода
По сказаниям родословных книг, родоначальник Болтиных татарский мурза Кутлубача (Кутлубага)  выехал в начале XV в. из Большой орды в Москву и принял в святом крещение имя Георгия. По другим данным, родоначальником является царевич Кутлубек (один из трёх разбитых великим литовским князем Ольгердом в Подолии у реки Синие Воды), приехавший в Москву на службу к великому князю Ивану I Даниловичу Калите или Семёну Ивановичу Гордому и крестившегося с именем Георгий. У него был сын Михаил по прозвищу «Болт», от которого и пошли Болтины. Сын Михаила - Матвей первым стал именоваться Болтиным. Один из сыновей его Григорий Михайлович ездил послом от Иоанна Великого к хану Ахмету (1472). Один из внуков Михаила Юрьевича, Василий Иванович, был послан великим князем (1491) с иностранными рудокопами на р. Цыльму, где и были отысканы серебряные и медные руды. Андрей, прозвищем Алай, убит в казанском походе 1548 года, и имя его вписано в синодик Успенского собора города Москвы на вечное поминовение.
Никифор Андреевич подписался (1565) в 200-х рублях у поручной записи по боярине князе Василье Семеновиче Оболенском-Серебряном и по сыне его князе Борисе. Опричником Ивана Грозного числился Тиун Данилович Болтин (1573). Воин Иванович, дворянин брянский, участвовал в избрании царя Михаила Фёдоровича. Баим (Борис) Фёдорович Болтин в последние годы царствования Михаила Фёдоровича был ясельничим при дворе и первым судьёй в конюшенном приказе, а при царе Алексее Михайловиче воевода в Тобольске. Аверкий Фёдорович, стольник патриарха Филарета (1627), московский дворянин (1636-1677), воевода в Томске (1652), Корсуни.(1658)
В XVII веке Болтины служили в стряпчих, городовых дворянах, стольниках и дворянах московских.
Восемнадцать  представителей рода владели населёнными имениями (1699).

## Описание герба
В щите, имеющем красное поле, изображён ездок в Татарском одеянии, скачущий на белом Коне в левую сторону, с поднятым вверх серебряным Мечом.
Щит увенчан дворянскими шлемом и короной. Нашлемник: три страусовых пера. Намёт на щите красный, подложенный золотом. Щитодержатели: с правой стороны Единорог, а с левой Лев. Герб рода Болтиных внесён в Часть 4 Общего гербовника дворянских родов Всероссийской империи, страница 50.

## Известные представители
- Болтин Корнилий-Ждан Петрович — первый по старшинству дворянин в Нижнем Новгороде и потому Кузьма Минин избрал (1611) его вместе с архимандритом Феодосием во главе посольства от нижегородского мирского совета к князю Д.М. Пожарскому, чтобы просить воеводу встать во главе 2-го Земского ополчения для освобождения Москвы и Русской земли от интервентов, нижегородский городской дворянин (1627-1629)[3].
- Болтины: Самсон и Иван Фёдоровичи — арзамаские городские дворяне (1627-1629).
- Болтины: Аверкий Иванович, Алексей и Сила Никитичи, Борис и Иван Иванисовы, Фёдор, Дмитрий и Иван Ивановичи —стряпчие (1671-1692).
- Болтины: Василий и Никита Григорьевичи, Иван Иванисов, Иван Иванович, Иван Петрович — московские дворяне (1677-1692).
- Болтины: Иван Яковлевич, Иуда Васильевич, Лука и Михаил Ивановичи, Никита и Степан Борисовичи — стольники[7] Петра Великого (1686-1693).

- Иван Никитич (1735—1792), известный исторический писатель.
- Болтин, Александр Арсентьевич (1832—1901) — русский мореплаватель, командующий корвета «Америка» (1858—1867), первооткрыватель бухты Находка залива Америка.